# Quintanilla de Onésimo
Quintanilla de Onésimo (früher: Quintanilla de Abajo) ist eine nordspanische Stadt und eine Gemeinde (municipio) mit 992 Einwohnern (Stand: 2024) in der Provinz Valladolid in der autonomen Region Kastilien-León. 

## Lage
Quintanilla de Onésimo liegt in der kastilischen Hochebene in einer Höhe von etwa 725 m. Die Provinzhauptstadt Valladolid befindet sich gut 32 km (Fahrtstrecke) ostnordöstlich. Der Duero begrenzt die Gemeinde im Norden. Das Klima im Winter ist durchaus kalt, im Sommer dagegen warm bis heiß; die spärlichen Regenfälle (ca. 539 mm/Jahr) fallen verteilt übers ganze Jahr.

## Bevölkerungsentwicklung
| Jahr      | 1970 | 1981 | 1991 | 2001 | 2011 | 2021 |
| Einwohner | 1197 | 1079 | 1115 | 1081 | 1129 | 1031 |

## Wirtschaft
Die Gegend lebt vom Weinbau, der hier unter der geschützten Ursprungsbezeichnung (D.O.) Ribera del Duero betrieben wird.

## Sehenswürdigkeiten

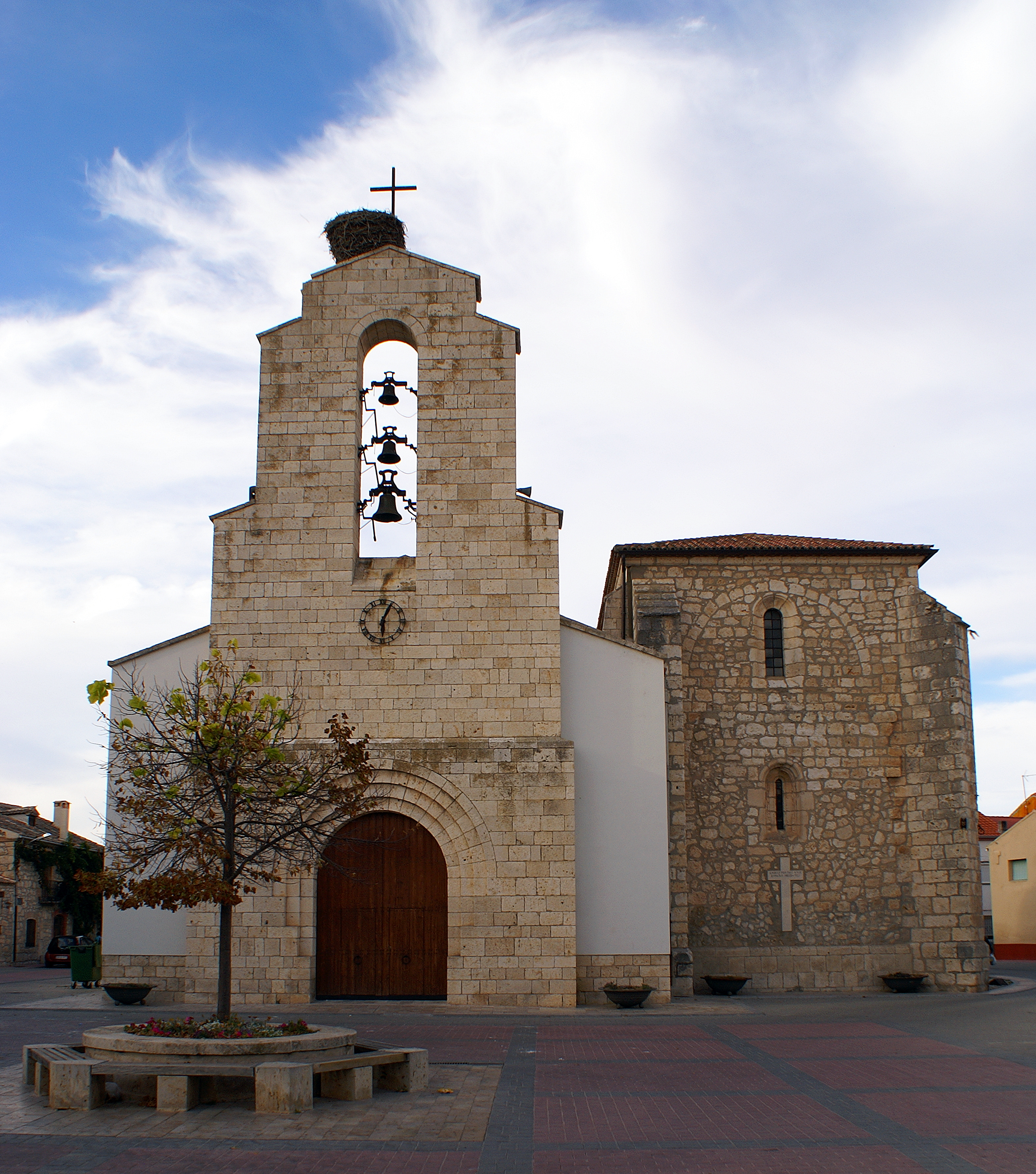
Milanuskirche
- Christuskapelle

- Milanuskirche

## Persönlichkeiten
- Onésimo Redondo (1905–1936), Jurist, Falangist und Übersetzer (Mein Kampf, Die Protokolle der Weisen von Zion), sein Vorname ersetzte das Abajo im Vornamen